# 東風万智子
東風 万智子（こち まちこ、1979年10月30日 - ）は、日本の女優。クリオネ所属。大阪府大東市出身（鳥取県鳥取市生まれ）。
旧芸名は真中 瞳（まなか ひとみ）。

## 来歴・人物
二人姉妹の長女として生まれ、父親と母親は共に公務員で、妹は5歳年下であった。同居していた祖母と母親の仲が悪かったが、祖母、母親それぞれから溺愛されたゆえ、どちらにも気を使わなければならなかった。子供の頃は家族の中に自分の居場所がないように感じていて、常に人の顔色を窺っていた。両親の別居に伴い、小学6年で叔母の家に預けられると、中学2年の時に離婚したため、高校3年まで叔母の家で暮らした。
小学校時代の成績はトップクラスで、自分から立候補して色々なクラス委員をやった。小学4年の時に学校のお楽しみ会で脚本・演出を担当した創作ミュージカルが好評を得たことで芝居の面白さに目覚め、中学2年の時に見たドラマ「この世の果て」に感動して本気で女優を目指すようになる。中学卒業後は進学せずに女優を目指すつもりであったが、周囲の説得で大阪女学院高校に進学。進学後初めて受けたCMオーディションは最終選考まで残ったが落選。ひたすらオーディションを受けるも落ち続けたがそれでも女優を諦められず、上京して埼玉女子短期大学英語科に進学した19歳の時にオーディションに合格、渡辺プロダクションのレッスン生となった。女優のほかにバラエティー番組もやるという条件で、歌や演技、ダンスなどのレッスンに励んでいたが、ある日言われるままにドラマのオーディションを受けると合格。
1999年に日本テレビのバラエティー番組『進ぬ!電波少年』にて真中 瞳の芸名でデビューし、番組の企画「電波少年的ハルマゲドン2」「電波少年的80日間世界一周」でブレイク。ハルマゲドンでは1人暮らしをしていた埼玉県のアパートから土屋敏男プロデューサーに目隠しをされて東京都内の広場に連れて行かれ、初対面の男性と3ヶ月間も有刺鉄線で囲まれた核シェルターで共同生活を送り、別れ際には男性に「ねえ、キスしようか」と言って舌を絡ませる大胆なキスシーンを演じてお茶の間の度肝を抜き、一躍有名になった。コラムニストのナンシー関は「ここ10年に見たテレビの中で一番困ったと言っていいシーンなのだ。市原悦子のセーラー服シーンより、浅香光代の脂肪吸引手術シーンより『困』」と振り返っている。世界一周ではチューヤンとのコンビで、ヒッチハイク経験者・チューヤン顔負けの図抜けたサバイバル精神を発揮。旅費が尽きるとフランス・パリでモデル料がたった3000円にもかかわらずヌードモデルとして働いたり、病気になったチューヤンの治療費を稼ぐためにタイでホステスにも果敢に挑戦。身体を張って八面六臂の大活躍で、大注目を集めた。
2000年にテレビ朝日系ニュース番組『ニュースステーション』の金曜日のスポーツキャスターに抜擢されると、同年にはドラマ『編集王』（フジテレビ系）で女優デビュー。短大は仕事のスケジュールがきつくなったことで事務所と相談し、ニュースステーション出演が決まる前に中退した。原稿を読むのも、取材するのも初体験で、スポーツの現場を訪れるのは月に1、2度で、当然のことながらインタビューするのは初対面の選手ばかりであった。10月にJリーグの試合を国立競技場で取材したが、実はサッカーの試合を見るのはこの時が2回目であった。小・中・高校と続けたバレーボール以外のスポーツは、ルールから勉強する状態であった。2000年のシドニーオリンピックでは0泊3日の弾丸取材を敢行し、2002年のソルトレークシティオリンピックではメインキャスターを務めた。
2001年には映画「ココニイルコト」で初めて主演を務め、第26回報知映画賞最優秀新人賞をはじめ6つの映画賞を受賞する。同年にはこれまでの半生をつづったエッセイ「ワタシハココニイル」（幻冬舎）を刊行。映画の撮影終了直後に書き始め、構成にも頭を抱えながら約2ヶ月も文章と格闘し、原稿用紙236枚にしたためた力作であった。以後はドラマ、映画、舞台などで活躍するが、2006年夏に所属事務所であったワタナベエンターテインメントを辞める。元々「海外に住んで、英語を勉強してみたい」という昔からの夢があり、オーストラリアに約1年半語学留学。レストランのウェイトレスのアルバイトと語学学校の生徒を両立し、帰国後は大阪の実家に戻った。家族から特に急き立てられることもなく、高校を卒業してすぐに上京していたこともあり、ゆっくりと家族と過ごすことができた。活動休止中は芸能界復帰の気持ちが薄く、都内でOLとしても働き、電話対応やお茶汲み、掃除をしたりしていた。2009年に入ると、旧事務所のプロフィール欄から名前が削除され、一部報道では引退したと伝えられていた。
2009年には芸名を東風 万智子（こち まちこ）に変え、同年10月15日から19日にかけて墨田区アサヒ・アートスクエアで上演された音楽朗読劇「HYPNAGOGIA」に出演し、復帰していたことが報じられた。新しい芸名は、本名の読みが「まちこ」のため、芸名も同じ読みに合わせた結果決まったという。また、菅原道真が太宰府に流され、京都を離れる際に詠んだ和歌「東風吹かば 匂ひおこせよ 梅の花 あるじなしとて 春な忘れそ」にもインスパイアを受けて名付けられている。
なお、芸名は「こちまちこ」と回文になる。

## 出演

### テレビドラマ
真中瞳 名義
- らぶ・ちゃっと（2000年4月24日,5月18日、フジテレビ）
- shin-D　2度目の初恋（2000年7月4日 - 8月1日、日本テレビ）
- 編集王（2000年10月10日 - 2000年12月19日、フジテレビ） - 中原ひかる 役
- 新・お水の花道（2001年4月10日 - 2001年6月26日、フジテレビ） - 亜弓 役
- ハンドク!!!（2001年10月10日 - 2001年12月12日、TBS） - 如月恵 役
- 恋セヨ乙女（2002年7月1日 - 2002年8月1日、NHK） - 主演・天野幸子 役
- 第13回フジテレビヤングシナリオ大賞　ほたるのゆき（2001年11月17日、フジテレビ）
- ぼくが地球を救う（2002年、TBS） - 綾瀬しのぶ 役
- メッセージ〜言葉が裏切っていく〜（2003年、読売テレビ） - 主演・霧海杏子 役
- もっと恋セヨ乙女（2004年5月17日 - 2004年6月24日、NHK） - 主演・天野幸子 役
- 月曜ミステリー劇場（TBS）
  - 警視庁三係・吉敷竹史シリーズ1（2004年12月6日） - 有賀葉月 役
  - 警視庁三係・吉敷竹史シリーズ2（2006年1月16日） - 有賀葉月 役
- 水曜プレミア 夜王（2005年5月11日、TBS） - 愛理（あいり） 役
- 浅見光彦シリーズ 崇徳伝説殺人事件（2005年3月14日、TBS） - 坂口富士子 役
- 熟年離婚（2005年、テレビ朝日） - 菊村沙織 役
- 天下騒乱〜徳川三代の陰謀（2006年1月2日、テレビ東京） - 結里 役
- ドラマW 巷説百物語シリーズ（2006年4月、WOWOW） - 遊女おくま 役

東風万智子 名義
- 相棒 Season8 第18話（2010年3月3日、テレビ朝日 / 東映） - 樫山ジュン 役
- 水戸黄門 第41部 第10話「親子手まりで大勝負 -和歌山-」（2010年6月14日、TBS / C.A.L） - 雛菊 役
- 新・警視庁捜査一課9係 season2 最終話（2010年9月15日、テレビ朝日） - 平瀬美奈代 役
- 土曜時代劇 桂ちづる診察日録 第7-8話「酔楽の恋」・「陽太郎の涙」（2010年10月16日・30日、NHK） - おなつ・おしず 役（二役）
- CBCスペシャルドラマ　青空プロデュース（2010年12月24日、CBC） - 的場晶 役
- TOKYOコントロール EPISODE 4,5 （2011年3月2日,16日、フジテレビワンツーネクスト） - 植草由美 役
- JIN-仁- 第4話 （2011年5月8日、TBS） - お龍 役
- 華和家の四姉妹 第2話 （2011年7月17日、TBS） - 三宅ハルミ 役
- 花ざかりの君たちへ〜イケメン☆パラダイス〜2011 第6話・第9話（2011年8月14日,9月4日、フジテレビ） - 烏丸絹子 役
- 月曜ゴールデン 警視庁南平班〜七人の刑事〜4（2011年11月7日、TBS） - 井出成美 役
- 深夜食堂2 第9話（2011年12月14日、TBS） - 千秋 役
- 科捜研の女 第11シリーズ 第5話（2011年11月17日、テレビ朝日 / 東映） - 田村香織 役
- 家族八景 Nanase,Telepathy Girl's Ballad 第8話（2012年3月8日、MBS/TBS） - 清水幸江 役
- 家族レッスン 第1話「庭付きの家」（2012年3月26日、朝日放送/テレビ朝日）
- 水曜ミステリー9 嘘の証明 犯罪心理分析官・梶原圭子シリーズ（2012年5月9日 - 、テレビ東京） - 山村加奈 役
- 土曜ワイド劇場 私は代行屋! 晴子の事件推理（2012年8月18日、朝日放送/テレビ朝日） - 吉村彩乃 役
- 大河ドラマ 平清盛（2012年8月26日、NHK総合他） - 健寿御前 役
- 月曜ゴールデン 税務調査官・窓際太郎の事件簿24（2012年11月12日、TBS） - 浦沢郁美 役
- 捜査地図の女 最終話（2012年12月6日、テレビ朝日） - 三上響子 役
- カウンターのふたり シーズン2 第17話「アニバーサリー」（2013年2月22日、TwellV） - 水谷菜穂子 役
- 泣いたらアカンで通天閣（2013年3月25日 - 27日、読売テレビ） - 三好芙由子 役
- 土曜ワイド劇場 狩矢父娘シリーズ15（2013年10月5日、テレビ朝日） - 五十嵐亜紀子 役
- 都市伝説の女 Part2 最終話（2013年11月22日、テレビ朝日） - 篠原真央 役
- 聖母・聖美物語（2014年3月31日 - 6月27日、東海テレビ） - 主演・柳沢聖美 役
- 土曜ワイド劇場 おとり捜査官・北見志穂18（2014年4月5日、テレビ朝日） - 大森貴子 役
- 月曜ゴールデン 新・示談交渉人 裏ファイル3（2014年4月21日、TBS） - 生方沙百合 役
- 東京スカーレット〜警視庁NS係 第1話（2014年7月15日、TBS） - 遠山佳織 役
- 金曜プレステージ 森村誠一サスペンス・流氷の夜会（2014年8月1日、フジテレビ） - 花輪亜希子 役
- 土曜ワイド劇場 広域警察5（2014年10月25日、朝日放送/テレビ朝日） - 加藤千夏 役
- 月曜ゴールデン 北海道警察 人質（2014年11月3日、TBS） - 楠木奈津子 役
- 水曜ミステリー9 北海道警事件ファイル 警部補 五条聖子3（2015年2月4日、テレビ東京） - 七海かすみ 役
- 水曜ミステリー9 無敵の法律事務所　弁護の鉄人 橘明日香（2015年6月3日、テレビ東京） - 笹井玲子 役
- 土曜ワイド劇場 温泉若おかみの殺人推理29（2015年8月1日、テレビ朝日） - 石川咲子 役
- 土曜ワイド劇場 天才刑事・野呂盆六ファイナル（2015年9月19日、朝日放送/テレビ朝日） - 滝水美々奈 役
- 水曜ミステリー9 軽井沢駐在犬日誌（2015年11月4日、テレビ東京） - 美濃部絵里子 役
- 土曜ワイド劇場 ショカツの女11（2015年11月21日、朝日放送/テレビ朝日） - 堂本真理 役
- 金曜プレミアム 「鬼平犯科帳スペシャル 浅草・御厩河岸」 （2015年12月18日、フジテレビ） - 常盤津文字春 役
- 新・ミナミの帝王11（2016年1月17日、関西テレビ） - 一文字莉紗 役
- クロスロード第3話（2016年3月10日、NHK-BSプレミアム） - 河原彩 役
- 土曜ワイド劇場 温泉 (秘) 大作戦17（2016年4月16日、朝日放送/テレビ朝日） - 北浦ちひろ 役
- 外科医 鳩村周五郎14 加賀友禅殺人事件（2016年6月24日、フジテレビ） - 吉川亜紀 役
- 土曜ワイド劇場 西村京太郎トラベルミステリー66（2016年7月2日、テレビ朝日） - 古谷愛美 役
- 土曜ワイド劇場 司法教官・穂高美子5（2016年10月29日、テレビ朝日） - 片桐泉 役
- BSフジサンデースペシャル 黒蠍（2016年11月6日、BSフジ） - 小田切弥生 役
- 孤独のグルメSeason6 第2話（2017年4月15日、テレビ東京） - 竹内さくら 役
- さすらい署長 風間昭平スペシャル～ほくと函館湾殺人事件（2017年5月3日、テレビ東京） - 松本藍 役
- 仮面ライダービルド 第3・4・40話（2017年9月17・24日・2018年6月17日、テレビ朝日） - 木根礼香 役
- 狩矢父娘シリーズ19 京都・どうぶつツアー殺人事件（2017年9月24日、テレビ朝日） - 如月ユリカ 役
- テミスの剣（2017年9月27日、テレビ東京） - 松山那美 役
- 池波正太郎時代劇 光と影「二宮尊徳秘話」（2017年11月14日、BSジャパン） - おろく 役
- 家政夫のミタゾノ 第2シリーズ 第6話（2018年5月25日、テレビ朝日） - 内山田洋子 役
- 警視庁ゼロ係〜生活安全課なんでも相談室〜THIRD SEASON 第1話･2話（2018年7月20日･27日、テレビ東京） - 実相寺秋江 役
- 科捜研の女SEASON18 第1話（2018年10月18日、テレビ朝日） - 長谷部麻衣 役
- SUITSSeason1 第3話（2018年10月22日、フジテレビ） - 加宮静佳 役
- 連続テレビ小説 まんぷく（2019年、NHK） - 本城好美 役
- 相棒 Season17 第14話（2019年2月7日、テレビ朝日 / 東映） - オダエミ 役
- メゾン・ド・ポリス 第8話·9話·最終話（2019年3月1日·8日·15日、TBS） - 館林真琴 役
- ベビーシッター・ギン! 第2話（2019年7月7日、NHK BSプレミアム） - 野村家の母親 役
- ピュア! 〜一日アイドル署長の事件簿〜 第1話（2019年8月13日、NHK総合）
- コールドケース 〜真実の扉〜3 第6話（2021年1月16日、WOWOW） - 大城紗良 役
- 月曜プレミア8 再雇用警察官2（2021年6月28日、テレビ東京） - 藪原美幸 役
- プロミス・シンデレラ 第3話 - （2021年7月27日 - 、TBS） - 睦月 役
- サムライカアサン 第9話（2021年12月6日、日本テレビ） - 花江 役
- 記憶捜査〜新宿東署事件ファイル〜 スペシャル2（2022年6月20日、テレビ東京） - 杉浦香織 役
- ブラックポストマン 第1話（2023年8月18日、テレビ東京） - 笠原叔江 役
- 東京貧困女子。-貧困なんて他人事だと思ってた-（2023年11月17日 - 12月22日、WOWOW） - 村上葵 役[18]
- ハコビヤ 第2話（2024年1月20日、テレビ東京） - 紺野あずさ 役[19]

### バラエティ・情報番組
真中瞳 名義
- 進ぬ!電波少年（1999年、日本テレビ）
- 快楽!じゃま式ランキング（2000年、テレビ東京）
- あけすけ（2000年、広島テレビ）
- ラブたま.com（2000年、テレビ東京）
- ニュースステーション （2000年4月 - 2002年10月、テレビ朝日系） - 金曜日 スポーツコーナー キャスター
- 信ジラレナイ99連発（2000年10月 - 2002年8月、日本テレビ） - 司会
- ザ!キャッシュマン（2001年、関西テレビ）
- 現代進行形TV イマジン!（2002年4月 - 2003年3月、朝日放送製作 / テレビ朝日系）
- 恋愛マスター（2002年10月 - 2003年3月、TBS系）
- 新春かくし芸大会（2001年 - 2003年、フジテレビ）
- おしゃれカンケイ（2000年1月30日、日本テレビ）
- 力の限りゴーゴゴー!!（2000年2月9日・9月27日・2001年7月4日、フジテレビ）
- ウチくる!?（2000年2月13日・2001年12月30日、フジテレビ）
- 新ウンナンの気分は上々。（2000年2月18日・2003年6月27日・7月4日・7月11日・7月18日・8月1日、TBS）
- TVおじゃマンボウ（2000年2月26日・12月23日・2001年6月30日・2003年2月1日・2004年12月4日、日本テレビ）
- ジャングルTV ～タモリの法則～（2000年3月7日、TBS）
- 笑っていいとも!（2000年4月3日・10月10日・2001年3月26日・4月10日・6月22日・2006年4月11日、フジテレビ）
- 笑っていいとも!増刊号（2000年4月9日・2001年4月15日、フジテレビ）
- 発掘!あるある大事典（2000年7月9日・10月1日、関西テレビ）
- 踊る!さんま御殿!!（2000年7月11日、日本テレビ）
- メレンゲの気持ち（2000年8月12日・2004年12月11日、日本テレビ）
- さんまのスーパーからくりTV（2000年8月13日・2002年3月31日、TBS）
- とんねるずのみなさんのおかげでした（2000年8月31日、フジテレビ）
- 噂のど～なってるの?!（2000年10月10日、フジテレビ）
- 関口宏の東京フレンドパークII（2000年10月30日・2001年10月8日、TBS）
- たけしの万物創世紀（2000年11月7日、テレビ朝日）
- SAMBA・TV（2000年12月30日-2001年1月1日、TBS）
- はじめてのおつかい! 爆笑2001年スペシャル（2001年1月3日、日本テレビ）
- 特ホウ王国2001年!新春大復活スペシャル（2001年1月4日、日本テレビ）
- S.FIELD～ガムシャカ伝説～（2001年3月3日、フジテレビ）
- 少年隊夢Ⅲ（2001年3月6日・13日・20日、フジテレビ）
- 1億人の大質問!?笑ってコラえて!（2001年4月4日、日本テレビ）
- 明石家マンション物語（2001年4月4日、フジテレビ）
- cinemaDo.（2001年6月1日、テレビ東京）
- 料理バンザイ!（2001年6月3日、テレビ朝日）
- はなまるマーケット（2001年6月18日・2006年3月6日、TBS）
- 徹子の部屋（2001年6月20日、テレビ朝日）
- T×2 Show（2001年6月21日、テレビ朝日）
- 虎ノ門（2001年6月22日、テレビ朝日）
- チノパン（2001年6月28日、フジテレビ）
- こたえてちょーだい!（2001年6月29日、フジテレビ）
- 赤ちゃん金ちゃんしゃべる部屋（2001年7月3日、フジテレビ）
- レッツ!（2001年7月18日、日本テレビ）
- 100%キャイ～ン（2001年7月25日、フジテレビ）
- トップランナー（2001年8月2日、NHK）
- PPP（2001年10月8日、TBS）
- キャイ～ン式（2001年10月16日、TBS）
- アイ×カチ（2001年11月10日・12月29日、フジテレビ）
- アヤパン（2001年11月14日、フジテレビ）
- 2002年だよ!ドレミファドン!（2002年1月3日、フジテレビ）
- SmaSTATION!!（2002年2月2日、テレビ朝日）
- ザ!世界仰天ニュース（2002年2月6日、日本テレビ）
- ナイナイサイズ!（2002年2月16日・7月6日、日本テレビ）
- 変なおじさんTV（2002年2月27日・3月13日、フジテレビ）
- 伊東家の食卓（2002年3月5日、日本テレビ）
- 中居正広の金曜日のスマたちへ（2002年4月26日・5月3日・5月10日・10月18日・11月1日・2003年7月4日、TBS）
- 土曜スタジオパーク（2002年6月22日・2004年5月29日、NHK）
- 新・クイズ日本人の質問（2002年6月23日、NHK）
- 王様のブランチ（2002年6月29日・2003年7月5日、TBS）
- 2002 FIFAワールドカップオフィシャルLIVE（2002年6月30日、テレビ朝日）
- スタジオパークからこんにちは（2002年7月1日、NHK）
- おはよう!グッデイ（2002年7月4日、TBS）
- ジャスト（2002年7月4日、TBS）
- ウッチャきナンチャき（2002年8月14日、TBS）
- パンパシフィック水泳選手権大会横浜2002（2002年8月28日、テレビ朝日）
- 恋のから騒ぎ（2002年10月26日、日本テレビ）
- ポカポカ地球家族（2002年11月23日、テレビ朝日）
- ぐるぐるナインティナイン（2002年12月20日、日本テレビ）
- プロ野球オールスタースポーツフェスティバル（2003年1月5日、読売テレビ）
- ダウンタウンDX（2003年1月9日、読売テレビ）
- おもいッきりテレビ（2003年1月13日、日本テレビ）
- NNNニュースプラス1（2003年1月13日、日本テレビ）
- ディスカバ!99（2003年5月21日、TBS）[20]
- 世界・ふしぎ発見!（2003年5月31日、TBS）[21]
- どっちの料理ショー（2003年7月17日、読売テレビ）
- なまあらし LIVESTORM（2003年8月2日、フジテレビ）
- 大改造!!劇的ビフォーアフター（2003年10月5日、朝日放送）
- ぴったんこカン★カン（2003年10月14日・11月4日・11月11日・11月25日、TBS）
- 恋するハニカミ!（2003年10月17日 - 24日、TBS）
- 快傑えみちゃんねる（2003年12月8日、関西テレビ）[22]
- お昼ですよ!ふれあいホール（2004年6月7日、NHK）
- 世界ウルルン滞在記（2004年8月8日、毎日放送）
- 探検!ホムンクルス～脳と体のミステリー（2004年9月11日）
- 汐留スタイル!（2004年11月18日、日本テレビ）
- 英語でしゃべらナイト（2005年5月9日-10日・6月19日、NHK）
- Goro's Bar（2005年7月14日、TBS）
- 音遊人（2006年1月21日、テレビ東京）
- ラジかるッ!!（2006年2月13日、日本テレビ）
- 知っとこ!（2006年2月18日、毎日放送）
- ごきげんよう（2006年3月2日-3日・6日、フジテレビ）
- 輝くとき（2006年4月12日、テレビ東京）[23]

東風万智子 名義
- 今夜もドル箱!!（2010年7月6日、テレビ東京）- 芳賀優里亜と共にゲスト [24]
- 笑×演（2017年、テレビ朝日）- 鳥居みゆき、雛形あきこと共にゲスト [25]
- 逆転人生「ヤマユリ咲き誇るゴミ処理場」（2019年、NHK）[26]
- パン旅。「大阪・“食いだおれの街”の絶品パン」（2019年9月20日、NHK-BSプレミアム）- ゲスト [27]
- 逆転人生「夫が残した終わらないブログ」（2021年6月28日、NHK）[28]

### 映画
真中瞳 名義
- ココニイルコト（2001年） - 主演・相葉志乃 役
- short cakes（2003年）
- デコトラの鷲〜恋の花咲く清水港（2005年） - マドンナ・山本蝶子 役
- ウォーターズ（2006年） - 美奈子 役
- 東京小説 乙桜学園祭「人魚姫と王子」（2006年）

東風万智子 名義
- ヌードの夜/愛は惜しみなく奪う（2010年） - 安斎ちひろ 役
- 流騒（2011年）
- SING LIKE TALKING映画企画「Music Of My Life／Episode III」【わたしの子】（2017年）
- 検察側の罪人（2018年） - 丹野尚子 役

### CM
- リクルート「ISIZE」
- 日本道路公団「中央自動車道集中工事周知告知」
- 花王「ビオレふくだけコットン」
- カルピス「いいこと茶」
- ブリヂストン「AQドーナツ」
- 日本リーバ「ダヴ モイスチャーシャンプー」

### 舞台
- オーバーシーズ（2003年）
- タイタス・アンドロニカス（2004年）
- シカゴの性倒錯（2004年）
- 女殺油地獄（2005年）
- グリマー・アンド・シャイン（2005年）
- LOVE30（2006年）
- HYPNAGOGIA（2009年）
- くちづけ（2010年）
- 音楽劇 探偵～哀しきチェイサー（2011年、2013年）
- Jellyfish－岸辺の亀とクラゲ（2011年）
- 負傷者16人（2012年、新国立劇場）
- 付きまとう褐色（2013年）
- ガラスの仮面（2014年8月15日 - 31日、青山劇場） - 水城冴子 役
- Bunkamura25周年記念 ジュリエット通り（2014年）
- すべての犬は天国へ行く（2015年10月1日 - 12日、AiiA 2.5 Theater Tokyo） - エリセンダ 役[29]
- ガラスの仮面（2016年9月1日 - 11日、大阪松竹座/9月16日 - 26日、新橋演舞場） - 水城冴子 役
- A NEW MUSICAL JAM TOWN（2016年）
- タクフェス第5弾 ひみつ（2017年）
- 音楽劇 大悪名　The Badboys Last Stand！（2017年）
- 三人姉妹（2018年）
- シブヤクチュアリー（2018年）
- 「新 かぼちゃといもがら物語」#4 幻視 神の住む町（2020年）
- 「新 かぼちゃといもがら物語」#5 神舞の庭（2020年）
- イロアセル（2021年）
- FOLKER（2025年）[30]

### ラジオ
- かんぽ アーバン・ウィークエンド（2001年4月 - 2004年3月）[31]
- FMシアター「嘘とギター」（2013年、NHK-FM）[32]

## 書籍
- 『ワタシハココニイル』（幻冬舎、ISBN 4344000935、2001年）※著書。エッセイ集
- 『B.L.T.恋写 DX2002』野村誠一・撮影（東京ニュース通信社、2002年）※合同写真集

## 受賞
- 2001年 
  - 第26回報知映画賞新人賞（『ココニイルコト』）
- 2002年
  - 第75回キネマ旬報ベスト・テン新人女優賞（『ココニイルコト』）
  - 第25回山路ふみ子映画賞新人女優賞（『ココニイルコト』）[33]
  - 第6回日本インターネット映画大賞新人賞（『ココニイルコト』）
  - 第23回ヨコハマ映画祭最優秀新人賞（『ココニイルコト』）
  - 第25回日本アカデミー賞 新人俳優賞（『ココニイルコト』）[34]
  - 第11回日本映画批評家大賞 新人賞（『ココニイルコト』）[35]